# Ernst Hermann Meyer
Ernst Hermann Meyer   (Berlín, 8 de desembre de 1905 - Berlín, 8 d'octubre de 1988) va ser un compositor, musicòleg i sociòleg alemany i membre del Comitè Central. de la SED. La seva obra inclou més de 500 composicions.
Meyer és considerat un dels representants més importants del realisme socialista exigit per la Unió Soviètica en la música a la RDA. Després del discurs del president de la RDA Wilhelm Pieck a la Conferència de Bach el 1950, Meyer va anunciar l'anomenada teoria del patrimoni en un discurs commemoratiu. En fer-ho, es va convertir en un pioner en la visió de la música clàssica a la RDA.
Les obres de Meyer inclouen nombroses cançons, música de cambra, tres simfonies i altres obres orquestrals, una òpera i un oratori. Va escriure molts assaigs musicològics i un llibre sobre la música de cambra de la Vella Anglaterra. A la RDA, el seu treball musicològic va ser considerat com una important contribució a la historiografia marxista.

## Biografia
Ernst Hermann Meyer va néixer a Schöneberg l'any 1905, fill d'un metge i d'una pintora. Els pares jueus van ser assassinats entre la nit del pogrom de 1938 o al camp de concentració d'Auschwitz el 1942.
Va rebre les seves primeres lliçons de piano als sis anys i va fer els seus primers intents de composició als onze. El compositor Walter Hirschberg li va ensenyar piano i teoria musical. De 1915 a 1924 va assistir al "Prinz-Heinrich-Gymnasium" de "Berlín-Schoeneberg". Després de graduar-se de l'escola secundària el 1924, va completar un aprenentatge en un banc de Berlín. Del 1926 al 1930 va estudiar musicologia amb Johannes Wolf, Erich Moritz von Hornbostel i Curt Sachs a la Universitat Humboldt de Berlín i amb Heinrich Besseler a la Universitat Ruprecht Karl de Heidelberg. El 1929 va conèixer Hanns Eisler, amb qui es va fer amic. El 1930 es va unir al Partit Comunista d'Alemanya (KPD). De 1930 a 1932 va treballar per a la Die Rote Fahne (Bandera Roja) a Berlín. També esdevingué editor de la revista "Kampfmusik" de la "Kampfgemeinschaft der Arbeitersänger" i director de cors obrers. El 1931 va viatjar a la Unió Soviètica. Va continuar els seus estudis de composició a la "Hochschule für Musik Berlin-Charlottenburg", on els seus professors incloïen James Simon i Paul Hindemith. També va rebre lliçons de Max Butting al lloc de proves de radiodifusió.
Per evitar l'arrest per part de les autoritats nacionalsocialistes, Meyer va aprofitar la seva participació en una conferència musicològica a Cambridge, Gran Bretanya, per escapar el 1933. Allà es va convertir en un amic íntim d'Alan Bush; va poder fer recerca sobre la música de cambra anglesa del segle XVII i donar conferències per a l'Associació d'Educació Obrera. Des de 1939 també va donar classes al "Bedford College" de Londres. Es va convertir en membre de la "Freie Deutscher Kulturbund", una associació d'artistes emigrats. El 1945 Meyer va rebre una càtedra visitant al King's College, Cambridge. El 1946 va ser tractat per una tuberculosi a Suïssa.
El 1948 Meyer va tornar a la zona soviètica amb la seva dona britànica Marjorie després que les autoritats britàniques haguessin retardat la seva sortida, com molts altres exiliats comunistes. Va assumir la nova càtedra de sociologia musical de la Universitat Humboldt de Berlín i va tenir un impacte significatiu al llarg dels anys. A més de les seves activitats docents i de recerca, va ser una de les personalitats més influents en la vida musical de la RDA. Meyer va ser president de l'Associació de Compositors i Musicòlegs, president de la Societat Händel i cofundador del Festival Händel, que encara avui té lloc a Halle. L'any 1951 va néixer la seva filla Marion, que més tard es va casar amb l'escriptor Hermann Kant i treballa com a musicòloga a Anglaterra.
Les seves contribucions a la teoria marxista-leninista de l'herència van ser d'extraordinària importància per a la visió marxista de la història de la música. L'any 1950 a les celebracions alemanyes de Bach a Leipzig va pronunciar el discurs commemoratiu: Johann Sebastian Bach - Sense final, un principi. Quan el discurs commemoratiu va aparèixer a la col·lecció d'assajos sobre música l'any 1957, l'havia canviat completament per reflectir la política actual del SED. L'esperit d'unitat alemany que abans s'invocava es va esborrar i el llegat es va limitar al món amant de la pau. Va representar el realisme socialista amb èmfasi en el seu llibre "Musik im Zeitgeschehen". Aquí es va girar contra les tendències formalistes.
El 1956 va donar una conferència sobre Mozart: Mozart – Somiador o lluitador.
Els organismes oficials van certificar que les composicions de Meyer eren d'alt domini artístic, partidisme i solidaritat amb el poble. L'oratori de Mansfeld i els cors de la cantata Des Victory Certainty "A casa, no us deixarem" i "Gràcies, soldats soviètics" eren considerats testimonis importants de la creativitat musical socialista-realista. Va escriure més de 500 cançons i cors, "totes les obres testimonien el compromís humanista d'un músic revolucionari", com es deia en una necrològica l'any 1989, any de la caiguda de la RDA. La seva vida i obra van estar conformades per la teoria del marxisme-leninisme. Més tard va corregir "certes valoracions dogmàtiques" de l'època de l'estalinisme (que sempre va estar en línia amb el partit).
Ernst Hermann Meyer havia estat candidat des de 1963 i membre del Comitè Central del Partit de la Unitat Socialista des de 1971 fins a la seva mort el 1988.

L'any 1963 va rebre el premi nacional, de primera categoria, d'art i literatura amb la següent justificació:
| « | <Per les seves composicions vocals-simfòniques, de cambra i simfòniques, que són d'una importància marcant tendència per a la música socialista-realista del nostre temps.> | » |

 El 1972, Ernst Hermann Meyer, que procedia d'una família jueva, va fer erigir un memorial al cementiri central de "Friedrichsfelde" per a vuit membres de la família Meyer que van morir durant l'època nazi als camps de concentració d'Auschwitz, Jungfernhof prop de Riga, Majdanek i Theresienstadt. També hi va ser enterrat després de la seva mort.

## Film
- 1975: Approaching E.H.M., documental Defa d'Eduard Schreiber.